# James Norton (Schauspieler)

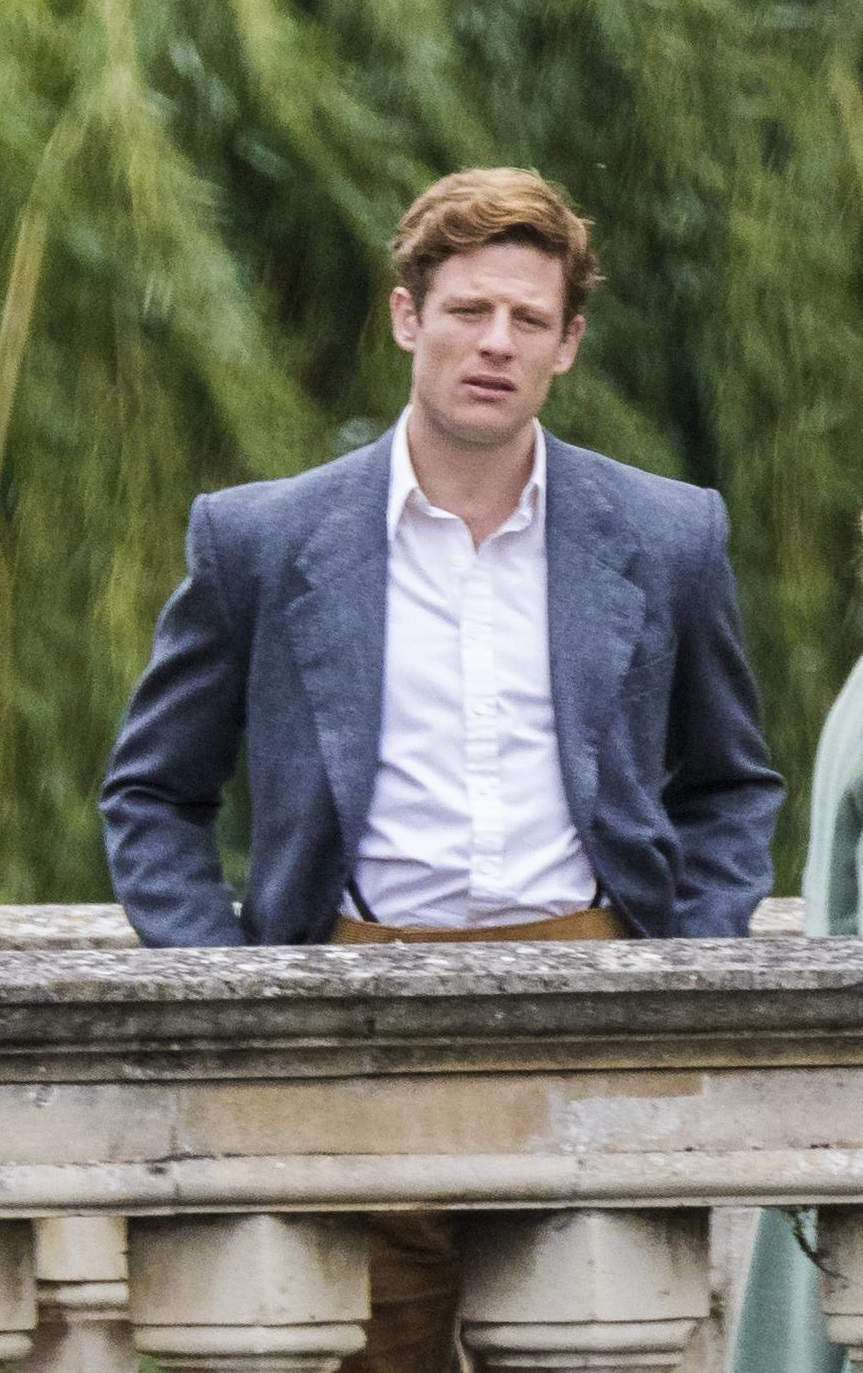
James Norton während der Dreharbeiten zu Grantchester (2015)

James Geoffrey Ian Norton (* 18. Juli 1985 in London) ist ein britischer Schauspieler. Bekannt wurde er vor allem durch seine Rollen in britischen Fernsehserien wie Happy Valley – In einer kleinen Stadt und Grantchester.

## Leben und Karriere
Für seine Rolle des Ex-Sträflings Tommy Lee Royce in der Serie Happy Valley – In einer kleinen Stadt wurde er 2015 für einen British Academy Television Award nominiert.
Medien wie die Daily Mail oder VIP.de handelten Norton als nächsten Bond-Kandidaten.
Von 2015 bis 2017 war Norton mit der Schauspielkollegin Jessie Buckley liiert. Von 2018 bis zur Trennung vor Weihnachten 2023 war er mit seiner Schauspielkollegin Imogen Poots liiert, mit der er ab Februar 2022 verlobt war.

## Filmografie (Auswahl)
- 2012: George Gently – Der Unbestechliche (Inspector George Gently, Fernsehserie)
- 2013: Doctor Who (Fernsehserie)
- 2013: Rush – Alles für den Sieg (Rush)
- 2013: Death Comes to Pemberley (Miniserie)
- 2014: Northmen – A Viking Saga
- 2014: Mr. Turner – Meister des Lichts (Mr. Turner)
- 2014–2016: Grantchester (Fernsehserie)
- 2014–2023: Happy Valley – In einer kleinen Stadt (Happy Valley, Fernsehserie)
- 2015: Life in Squares (Miniserie)
- 2016: War & Peace[9] (Miniserie)
- 2016: Black Mirror (Fernsehserie, Folge 3x01)
- 2017: Flatliners
- 2017: Hampstead Park – Aussicht auf Liebe (Hampstead)
- 2018: McMafia (Fernsehserie)
- 2019: Red Secrets – Im Fadenkreuz Stalins (Mr. Jones)
- 2019: Little Women
- 2020: Nowhere Special
- 2021: The Nevers (Fernsehserie)
- 2021: Things Heard & Seen
- 2022: Rogue Agent
- 2024: Bob Marley: One Love
- 2024: Joy

## Auszeichnungen
British Independent Film Award
- 2021: Nominierung als Bester Hauptdarsteller (Nowhere Special)

## Synchronsprecher
Seit 2013 wird James Norton in Filmrollen überwiegend von Jacob Weigert synchronisiert. In Serienrollen hat sich bisher kein Standardsprecher etabliert, so liehen ihm Johannes Raspe in Grantchester, Louis Friedemann Thiele in McMafia und Jeremias Koschorz in The Nevers ihre Stimmen.